# 詹姆斯·C·斯科特
詹姆斯·坎贝尔·斯科特（英語：James Campbell Scott，1936年12月2日—2024年7月19日）是美国政治学家和人类学家以及比较政治学學者。他的研究領域為農業社會业和非国家社会、属下阶层和无政府主义、东南亚的农民和他們對政府的反抗。
斯科特在威廉姆斯学院获得学士学位，在耶鲁大学获得政治学硕士和博士学位。他在威斯康星大学麦迪逊分校任教至1976年，随后在耶鲁大学任教，是斯特林政治学教授，等級為斯特灵教席。自1991年起，他負責耶鲁大学的农业研究项目。他的居住地位於康涅狄格州的杜倫，他曾经在那里养过羊。

## 著作
斯科特的主要专著有：
- 《农民的道义经济学：东南亚的反叛与生存》（The Moral Economy of the Peasant: Rebellion and Subsistence in Southeast Asia，1976）
- 《弱者的武器：农民反抗的日常形式》（Weapons of the Weak: Everyday Forms of Peasant Resistance，1980）

- 《支配与抵抗艺术：潜隐剧本》（Domination and the Arts of Resistance: Hidden Transcript，1985）

- 《国家的视角：那些试图改善人类状况的项目是如何失败的》（Seeing Like a State: How Certain Schemes to Improve the Human Condition Have Failed，1998）

- 《逃避统治的艺术：东南亚高地的无政府主义历史》（The Art of Not Being Governed: An Anarchist History of Upland Southeast Asia，2008）

- 《六论自发性：自主、尊严，以及有意义的工作和游戏》（Two Cheers for Anarchism: Six Easy Pieces on Autonomy, Dignity, and Meaningful Work，2013）

- 《：人类早期国家的深层历史》（Against the Grain: A Deep History of the Earliest Agrarian States，2017）